# Panik på hotellet
Panik på hotellet (engelska: Room Service) är en amerikansk film från 1938 med Bröderna Marx, regisserad av William A Seiter.

## Bakgrund
Filmen är Bröderna Marx åttonde långfilm. Den saknar de annars vanliga musikstycken och är brödernas enda film för bolaget RKO (Radio-Keith-Orpheum). Den är också den enda filmen som inte skrevs särskilt för Bröderna Marx utan bygger på en pjäs av Allen Boretz och John Murray. Filmen hade amerikansk premiär den 30 september 1938.

## Handling
Filmen handlar om hur den okände teaterproducenten Gordon Miller (Groucho) försöker sätta upp en pjäs. Han själv och resten av ensemblen på 22 personer får bo på ett hotell som sköts av Millers svåger. Men hotelledningen upptäcker att Miller inte har några pengar att betala med. För att inte hela ensemblen skall bli utkastade låtsas vännerna Harry Binelli (Chico) och Faker Englund (Harpo) bl.a. att författaren drabbats av mässlingen och ej kan flyttas.
En finansiär dyker upp och är beredd att bidra med 15.000 dollar till uppsättningen av pjäsen. Hotelledningen tar emot en check på beloppet. Men på premiärkvällen står det klart att checken inte har någon täckning.

## Utvalda filmscener
- När sällskapet ska vräkas från rummet låtsas de på olika sätt att pjäsförfattaren har fått mässlingen och inte kan flyttas och till slut stänker Harpo bläck på Groucho så att det ser ut som om han hade smittkoppor.
- Just när de ska vräkas säger Chico: "Vad tycker du om det! Bara för att han är skyldig sex månaders hyra ska han vräkas." Groucho svarar: "Nå, sex dollar är alltid sex dollar."

## Kuriosa
I mitten på 1980-talet genomgick filmen (som en rad andra klassiska svart-vit filmer) en digital färgsättning för TV-visning. Den blev dock inte särskilt väl mottagen och idag finns ingen kopia i färg kvar.